# Maćino Brdo
Maćino Brdo (szerbül: Маћино Брдо), település Bosznia-Hercegovinában, a Bosanska Krajina és a Bosanska Posavina közötti átmeneti területen, Prnjavor község területén, a Szerb Köztársaságban. 

## Fekvése
Bosznia-Hercegovina északi részén, Banja Lukától légvonalban 38, közúton 64 km-re északkeletre, községközpontjától légvonalban és közúton 3 km-re északra, a Karanovac és az Ilova völgyei közötti dombvidéken, 157-229 méteres tengerszint feletti magasságban fekszik. 

## Népessége
| Nemzetiségi csoport | Népesség 1991 | Népesség 2013 |
| ------------------- | ------------- | ------------- |
| Szerb               | 38            | 169           |
| Bosnyák             | 0             | 1             |
| Horvát              | 16            | 18            |
| Jugoszláv           | 8             | 0             |
| Egyéb               | 108           | 55            |
| Összesen            | 170           | 243           |

## Története
A térség 1878-ig tartozott az Oszmán Birodalomhoz, ekkor a berlini kongresszus határozata alapján az Osztrák-Magyar Monarchia része lett. A település akkor jött létre, amikor 1892-től az osztrák uralom alá került Dél-Lengyelországból számos lengyel család települt itt le. A jobbágyok helyzete Lengyelországban, különösen Krakkó környékén nagyon nehéz volt. Amikor az osztrák hatóságok felhívást küldtek, hogy ha a lengyelek Boszniába akarnak menni, ingyen földet kaphatnak, a lengyel jobbágyok küldöttségüket Boszniába küldték. Amikor a delegáció jó hírekkel tért vissza, egyre többen jelentkeztek, hogy Boszniába települnek. 1910-ben a Prnjavori járáshoz tartozó településen 45 háztartást, 241 római katolikus és 1 ortodox lakost találtak. A monarchia szétesésével 1918-ban előbb a Szerb-Horvát-Szlovén Királyság, majd 1929-től a Jugoszláv Királyság része. 1921-ben a településnek 49 háztartása és 306 lakosa volt. Az 1929-es törvény értelmében, amikor Bosznia-Hercegovinát négy banovinára, Drinskára, Vrbaskára, Zetskára és Primorskára osztották, a település a Vrbaska banovina része lett, amelynek székhelye Banja Luka volt Jugoszlávia megszállása után a Független Horvát Állam (NDH) része lett. A második világháború után a település a szocialista Jugoszláviához tartozott. A háború után a lengyel lakosság visszatelepült Lengyelországba. A daytoni békeszerződést követő területfelosztásnál a település Prnjavor község részeként a Szerb Köztársaság területéhez került.

## Nevezetességei
- A temető középén áll Szent Cirill és Metód tiszteletére szentelt római katolikus temploma. Az 1972-ben épült templom a közelmúltbeli háborúban megsérült, 2005-ben újjáépítették.[6]

- Macin Brdóban két útszéli feszület és egy Szűzanya-kép is található az út szélén, egy kis fülkében.[6]